# 假面騎士GOTCHARD角色列表
假面騎士GOTCHARD角色列表展示於朝日電視台放映的特攝劇集《假面騎士GOTCHARD》各個角色。

## 富良洲高中
一之瀨寶太郎（いちのせ・ほうたろう）（本島純政、大迫芽生（童年時期）飾）（楊士賢（台灣配音）／張添勝、成樂怡（童年時期）（香港配音）／李绍刚（大陸配音））
本作主角，假面騎士GOTCHARD的變身者，17歲。
富良洲高中2年級生，同時也是鍊金學院的鍊金術師。口頭禪為『GOTCHA（ガッチャ！）』。
於《假面騎士GEATS》最終話先行登場，追著蹦蹦跳跳的蝗蟲1駕馭克米卡。
不擅長學習但擅長運動的他，是個平時以幫忙母親的定食店為優先考量的孝子，並且也努力於創作創意料理上。
第1話在得到蝗蟲1和蒸汽列車認可，被帶入異次元後從九堂風雅手中取得驅動器，在遭受到冥黑三姊妹襲擊而回到現實世界，變身成假面騎士GOTCHARD擊退變身成螳螂瑪魯加姆的克洛托。
第14話藉由X暴龍得知自己曾在於童年時與蝗蟲1相遇過，但卻因為克米的戒律而被消除相關記憶。
第18話回到10年前的烏洛波羅斯世界，發現恰巧發現大門進入烏洛波羅斯世界的7歲寶太郎。在與九堂風雅保護年幼的自己後，從7歲的寶太郎手上獲得護目鏡後被送回現代，7歲的寶太郎則被風雅消除記憶。
第37話因螞蟻騎兵和蝗蟲1變為白色並停止機能而陷入絕望的深淵，在被吉吉斯特變成瑪魯加姆，來奪取沉睡在體內的克米時，身體被光芒壟罩並化為一顆巨蛋後從現場消失。
第38話在蛋中被蛋龍告知自己應待在裡面，但自己對其表達要與吉吉斯特戰鬥的意願，在說服蛋龍後其化為卡片，兩人決定一同從殼中出去，突破內心的外殼進行反擊。
最終話向自己的母親珠美闡述要創造人類與克米共同生活的未來的決心。在所有人變成黃金後，因背負著所有人的想法，在黃金化後仍然走向格里昂，並突破黃金的外殼，重新鍊成新的驅動器進行變身，擊敗格里昂。數個月後，與格里昂戰鬥中創造的新地球成為克米們的棲息地，並與眾人和克米們開始調查人類是否能在此生活；在結尾與輝夜兩人一同收下了生真・史托瑪克給予的軟糖。
- 對於大家好奇的寶太郎的父親，劇組最終決定不讓該角色登場，並表示理由不是很有趣所以不提及[10]。

九堂凜音（くどう・りんね）（松本麗世、大野莉莉安娜（童年時期）飾）（連思宇（台灣配音）／盧曉童（香港配音）／孙一鸣（大陸配音））
本作女主角，假面騎士MAJADE的變身者，寶太郎的同班同學。
成績優秀、品行端正如貴族大小姐般的她，實際上是鍊金學院的鍊金術師。
對於所崇拜的父親涉入10年前克米卡遺失事件後又失蹤的她，心裡抱持著相當複雜的情緒。
如今因目擊寶太郎變身假面騎士GOTCHARD的關係，選擇與他一同行動。
於聯動劇場版《假面騎士THE WINTER MOVIE GOTCHARD & GEATS 最強克米☆GOTCHA大作戰》中，從父親風雅那獲得變身成假面騎士MAJADE的力量，但自身還沒完全掌握這股力量，於第19話因需遵守「鍊金術師的規則」而使內心動搖，在為了要保護被三頭犬瑪魯加姆攻擊的亞特羅波斯，以「我的規則由我決定」的決心而再次獲得該力量。
第48話在受到亞特羅波斯的挺身保護而犧牲後，將其留下的吹氣陀螺上殘留的力量鍊成新戒指獲得新力量，變身後與失去肉體的亞特羅波斯的意念一同將冥黑王 蓋利亞消滅。
最終話在戰鬥結束的數個月後，為了與亞特羅波斯再會，而以成為超越自己父親的鍊金術師為目標，最後與寶太郎等人一起調查新地球的環境。
於完結篇《假面騎士GOTCHARD GRADUATIONS》中在與一之瀨寶太郎等人一同從高中畢業後，向寶太郎表示自己將前往英國留學。
- 由於本作是描寫未完成的年輕人成長的故事，以寶太郎和凜音作為雙主角，因而被定位為二號騎士[15]。

加治木涼（かじき・りょう）（加部亞門飾）（張立昂（台灣配音）／葉子楓（香港配音）／粟大伟（大陸配音））
寶太郎的同班同學，喜好神祕學的少年。
為神祕學雜誌《超常惑星》的忠實讀者。
在京都休學旅行時認識姫野聖，並以共同的愛好而與其開始遠距離戀愛。
第28話與自稱退魔師的STARSHINE 星野一同現身，稱自己是其弟子「PANDORA 加治木」。
第33話時與自己樣貌相似的巴特勒相遇，之後與眾人一起聲援寶太郎。
第44話在見到蝗蟲1和彩虹龍後過去被覆蓋的記憶完全復甦，湊推測因為過度反覆操控記憶達到極限，再次操控記憶會有危險。在收到聖的訊息後，湊認為聖可能再次成為瑪魯加姆，並與寶太郎等人一同前往會合地點，第45話在聖與電池瑪魯加姆分離後，為了保護聖而受到瑪魯加姆放電的痛苦，同時拼命地說服聖，讓其回想起了所有的過去，並消除了其心中的憎恨。
第49話在寶太郎等人因克米事件遭到他人指責時，與九十九靜奈，還有間邊父女等人挺身維護。
最終話時被蝗蟲1帶來新地球，並與寶太郎等人一起調查新地球的環境。
於完結篇《假面騎士GOTCHARD GRADUATIONS》中被烏洛波羅斯附身，近距離觀察被烏洛波羅斯的力量纏上的史帕納。
- 起初沒有設計該角色，而是以複數的同學謠傳都市傳說，但由於製作人井上要求設計一位作為寶太郎的朋友的角色，該角色而由此誕生[21]。

## 鍊金學院
黑鋼史帕納（くろがね・すぱな）（藤林泰也、高橋夢人（童年時期）飾）（張立昂（台灣配音）／黃文軒、郭湛深（香港配音）／胡霖（大陸配音））
VALVARAD、戰輪瑪魯加姆和假面騎士VALVARAD的變身者。24歲。
鍊金學院的畢業生，被枝見鏡花安排來回收克米的超A級鍊金術師。口頭禪為『這笑話還真難笑（笑えないジョークだ）』。
性格冷酷又高傲，將克米視作為人類所製作的道具，持有的機車為本田Rebel 1100。
父母為武裝鍊金術的專家，在10年前被格里昂消滅。
變身成VALVARAD的口號為「鐵鋼（鉄鋼）」。
第20話因格里昂的策略而回想起10年前的惡夢，情緒失控下全身釋放黑炎，史帕納的惡意被格里昂利用而變成戰輪瑪魯加姆，第21話在雙親和鏡花的思念復甦後解除變身，使用纏繞赤紅火焰的VALVARUSHER擊敗湊並奪回湊從鏡花手上奪走的驅動器和克米卡，變身成假面騎士VALVARAD擊破天使瑪魯加姆。
第38話得知體內的黑炎與冥黑王 吉吉斯特持有的黑炎是同一種力量。
第46話在街上的人對於過去的記憶完全復甦，寶太郎等人保護街上的人後，在影像中向大眾宣言「將解散鍊金連合，自己來管理所有的鍊金術師」，並告知「會將會威脅世界的危險的克米全數廢棄」。
第47話在冒著生命危險，使用闇之鍊金術企圖與使用克米進行101重鍊成時被寶太郎阻止並與其決鬥，最後因不敵假面騎士GOTCHARD的力量導致驅動器被破壞而解除變身，並獨自離去，於第48話得知被風雅保護。
第49話在開發驅動器時吉吉斯特前來邀請共同行動，後在拒絕其邀請後被其追擊。在更加確信自己的願望，拒絕吉吉斯特的黑炎並見到鏡花後，身上的黑炎變化成白銀炎，流入手中開發中的驅動器後完成開發，變身後將吉吉斯特消滅。
最終話在戰鬥結束的數個月後，為了讓每個人都能和平地生活，以成為新鍊金連合的領袖為新目標。
於完結篇《假面騎士GOTCHARD GRADUATIONS》中因暗黑之門產生的光束擊中，而在時間回朔中不斷循還在將烏洛波羅斯打入暗黑之門並封印時被烏洛波羅斯抓入至黑暗之門中，一直到湊與鏡花結婚時才成功從黑暗之門中脫離。
- 第47話因山口恭平導演的期望，面具破裂橋段的演出由藤林泰也親自穿著假面騎士VALVARAD的皮套演出[30]。

銀杏蓮華（いちょう・れんげ）（安倍乙、原圓（童年）飾）（李昀晴（台灣配音）／何芷心（香港配音）／万纯（大陸配音））
與凜音同鍊金術階級的鍊金術師。
出生於關西的她，家境並不富裕，所以渴望透過學習鍊金術製作黃金來讓母親快樂。
第29話得知從小就容易害怕。在與凜音和祖母民子被困在黑暗球體時，為了保護民子而鼓起勇氣，借用克米的力量擊退怪物並打破黑暗球體。
於完結篇《假面騎士GOTCHARD GRADUATIONS》中與鶴原錆丸一同從鍊金學院畢業。
鶴原錆丸（つるはら・さびまる）（富園力也、川田琥太郎（童年）飾）（王辰驊（台灣配音）／張振熙、吳茵（童年）、黃尉斯（香港配音）／李翰林（大陸配音））
與凜音同鍊金術階級的鍊金術師，假面騎士DREAD的變身者（試驗體）。
嚴重社交恐懼症，通常都透過所持有的平板內的AI《艾薩克》來與他人溝通，甚至跟他人打電話也得使用平板，但後期也有直接與人對話的時候。
其實，擁有和寶太郎一樣喜歡克米的一面。
第12話被冥黑三姊妹襲擊並作為人質，被強迫變身成假面騎士DREAD而暴走，第13話在寶太郎的協助下與假面騎士DREAD分離，被其救出。
第43話得知烏龜咚是自己在童年時和哥哥鍵一一同鍊成的克米，而鍵一誤認為是錆丸一人鍊成後，立刻隱瞞此事實。為了拯救哥哥而戰勝恐懼與DREAD騎兵對抗，最後使用烏龜咚克米卡成功擊敗DREAD騎兵，同時烏龜咚從卡片上消失。
於完結篇《假面騎士GOTCHARD GRADUATIONS》中與銀杏蓮華一同從鍊金學院畢業。
- 起初設定是擁有VTuber虛擬化身，但由於創建VTuber很困難，最後定案以持有AI的形式演出[21]。

湊（熊木陸斗飾）（陳彥鈞（台灣配音）／ 郭俊廷（香港配音）／陌上（大陸配音））
鍊金學院的老師，對外以富良洲高中的歷史老師來偽裝身份，假面騎士DREAD的變身者。34歲。
指揮著鍊金學院的學生們搜尋散落於各處的克米。
第12話因針馬汐里是間諜，加上錆丸被冥黑三姊妹脅持作為人質，在第13話向鍊金連合的幹部報告並請求做出對應，但被幹部們無視，下令盡早完成克米的回收。
第17話要求史帕納和寶太郎在內的所有學生交出戒指及持有的克米卡，消除記憶，並宣布鍊金學院閉校。
第19話向凜音提出讓其回歸鍊金學院的請求，但被凜音拒絕。
第25話得知10年前將後輩錫屋大輝的死亡視為自己的責任，因害怕再次像錫屋一樣失去珍惜的學生而疏遠寶太郎等人跟隨格里昂，並試圖獨自一人擊敗格里昂。在寶太郎請求共鬥後沒有回答就離開，於第27話在受到鏡花的勸說後決定與寶太郎等人並肩作戰，在格里昂給予寶太郎最後一擊時現身並擋下該攻擊。
第28話在接收來自鍊金連合的訊息，被要求繼續回收克米後，認為只要最上層不改變，鍊金連合依舊繼續腐敗下去。
第39話在寶太郎收集全部101隻克米後，決定為了年輕世代成立新組織，並打算解散鍊金連合。
於完結篇《假面騎士GOTCHARD GRADUATIONS》中，在帶領一之瀨寶太郎等人從富良洲高中畢業後，與枝見鏡花步入婚姻。

## 鍊金連合
九堂風雅（くどう・ふうが）（石丸幹二飾）（陳彥鈞（台灣配音）／陳力航（香港配音）／青琳昊（大陸配音））
假面騎士WIND的變身者，原鍊金連合的開發者，凜音的父親，是名傑出的鍊金術師。
10年前因克米卡遺失事件而行蹤不明，但實際上是為了避免克米落入冥黑三姊妹之手而守護它們。同時也是引導寶太郎成為假面騎士的人。
第18話得知為了阻止格里昂而與其敵對，但因格里昂竄改鍊金連合高層的記憶而成為叛徒。
第25話將失去意識的寶太郎帶離，並與凜音重逢，透露10年前格里昂殺死湊的後輩錫屋大輝的實情。
第26話變身成假面騎士WIND擊敗龍瑪魯加姆，變身解除後遭到格里昂從背後的襲擊而死亡，但該肉體是以鍊金術製作的義體。
第40話時被冥黑王發現真身的躲藏地點，在寶太郎等人趕來後被救回鍊金學院，之後向在場的眾人告知關於冥黑王與賢者之石一事。
釘宮理人（くぎみや・りひと）（本宮泰風飾）（王辰驊（台灣配音）／李家傑、鄧燦陽（香港配音）／任景行（大陸配音））
GEATS殺手和巫師瑪魯加姆的變身者，鍊金連合派遣至鍊金學院的調查官，總是在擦拭自己的戒指。
雖然調查的目的是與冥黑三姐妹有關的間諜，但他對寶太郎變身成假面騎士的戰鬥和對克米的處理方式表示強烈譴責，並下令歸還驅動器。
於聯動劇場版《假面騎士THE WINTER MOVIE GOTCHARD & GEATS 最強克米☆GOTCHA大作戰》中得知，於2000年前曾參加過願望大賽，由於在参加願望大賽時輸給浮世英壽，而開始學習鍊金術，為了找浮世英壽報仇利用X巫師舉辦了「最強克米捕獲遊戲」。
針馬汐里（はりま・しおり）（吉良彩花飾）（連婉鈞（台灣配音）／楊婉潼（香港配音）／张惠霖（大陸配音））
鍊金連合派遣至鍊金學院的調查官，也是冥黑三姊妹的間諜。
與釘宮不同，是一度給人溫和的印象的調查官，但從寶太郎身上奪走捕獲狼蛛克米卡，並變化成蜘蛛瑪魯加姆。
在使用禁忌的鍊金術將寶太郎等人逼入絕境後，因為完成了使命而被亞特羅波斯消滅。
枝見鏡花（えだみ・きょうか）（福田沙紀飾）（李昀晴（台灣配音）／王綺婷（香港配音）／关云月（大陸配音））
鍊金連合的開發者，史帕納的師傅，與湊同世代的鍊金術師。34歲。
指示史帕納回收克米和監視凜音，並著手開發新的驅動器。
於完結篇《假面騎士GOTCHARD GRADUATIONS》中，在帶領一之瀨寶太郎等人從富良洲高中畢業後與湊步入婚姻，也將損毀的瓦爾巴拉德驅動器修復並強化交給史帕納使用。
- 雖然作品中沒有明確提及，但在演員參與這部作品時，就已經有與湊「曾是情侶」的裏設定。TV本作中，鏡花的研究室裡有一場兩人久別重逢的戲，以「分手後許久未見」的感覺來演繹。因此，在錫屋大輝還在的十年前，他們當時確實還是情侶關係[51]。

## 冥黑三姊妹
亞特羅波斯（沖田絃乃飾）（連婉鈞（台灣配音）／李明心（香港配音）／糖饴（大陸配音））
冥黑三姊妹的長女，假面騎士DREAD的變身者。
外貌為少女的她，使用吹氣陀螺來操縱著強力的鍊金術。
在失去格里昂後，以為了自己的父親格里昂報仇而行動。格里昂復活後，雖然持續將其視為父親看待，但格里昂始終將亞特羅波斯視為道具看待。
其人類原型為十年前的九堂凜音。
第40話從傑魯曼口中得知他吃了格里昂後對其產生敵意，之後請求凜音擊敗格里昂的仇人傑魯曼，並向凜音誓下只要實現願望就不傷害任何人的約定。
第48話在從冥黑王 蓋利亞的束縛中被救出後，手上的紋章被格里昂改寫而發動奇美拉鍊成術。在蓋利亞給凜音最後一擊時，想起與凜音不傷害任何人的約定，挺身保護凜音後死亡。
克洛托（宮原華音飾）（連思宇（台灣配音）／陳雪瑩（香港配音）／蔺婵婵（大陸配音））
冥黑三姊妹的次女，假面騎士DREAD的變身者。
於其他姊妹相比，格鬥能力方面較為優秀。
在獲得格里昂賜予的力量後，擁有能用力量讓力量屈服，無視原本強化型錬成所需的互補等相互作用的效果，跨越屬性吞下複數的克米多重鍊成瑪魯加姆的特殊能力。
其人類原型目前未確認。
第30話企圖將拉克西斯帶回冥黑三姊妹，但被其拒絕後而與史帕納等人產生衝突。
第32話在與寶太郎一同突破迷宮，拒絕其提出的共鬥邀請後被吉吉斯特抓住，並被黑色邪氣包覆後成為穿著漆黑鎧甲的強化體樣貌 - 克洛托雷比斯。
第44話在蓋利亞重置吉吉斯特和傑魯曼賦予的力量後消除了自身身上的痛苦，並成為蓋利亞的部下，但在第47話結尾時因蓋利亞束縛亞特羅波斯的關係對其出手攻擊，但還是不敵蓋利亞而被擊傷。
第49話出現在負傷的拉克西斯面前，告訴其亞特羅波斯的死訊。在變身試圖與吉吉斯特戰鬥時，立即被其傳送到異空間，之後雖然因吉吉斯特被消滅的關係而脫離，但也目睹到拉克西斯遭到格里昂殺害的畫面。
最終話中為了向奪走家人性命的格里昂復仇，使用所有的複製克米卡對其攻擊，但一瞬間被其擊敗並消滅，在消散前要趕來的寶太郎一定要打倒格里昂獲得勝利。
拉克西斯（坂卷有紗飾）（李昀晴（台灣配音）／成樂怡（香港配音）／兰酒（大陸配音））
冥黑三姊妹的三女，假面騎士DREAD、VALVARAD（拉克西斯）的變身者。
能使用口琴的音色來發動特殊的鍊金術，擁有能同時吞下複數的克米來強化瑪魯加姆的特殊能力。
其人類原型是歌手有栖川里紗。
第26話去追殺失去利用價值的湊，但因對無情又強大的格里昂感到恐懼，而拼命向湊提議一起逃跑，後續在克洛托襲擊湊的時候趁機逃跑。
第30話開始以鏡花助手的身份協助研究，並在第31話時從鏡花手上獲得複製版的VALVARUSHER，在第39話向鏡花表示自己決定要成為人類。
第45話在鏡花和史帕納協助而執行的人類化計畫下，逐漸變得更像人類。
第49話在抓住奪走賢者之石的冥黑龍後，受到格里昂的攻擊而死亡，死前向史帕納表白說成為人類後想要先談場“戀愛”。
格里昂（GLION）（鎌苅健太飾）（ 王辰驊（台灣配音）／陳健豪（香港配音） ／苗壮（大陸配音） ）
鍊金連合的開發者，暗黑鍊金術師，假面騎士DREAD、假面騎士DORADO和假面騎士ELD的變身者。本劇最終反派。
支配著冥黑三姊妹，並試圖操縱她們來實現自己的野心。
真實身分為冥黑王製造的人偶。
10年前為了打開暗黑之門，竄改鍊金連合高層的記憶，讓九堂風雅成為叛徒，數日後為了打開暗黑之門而造成大規模破壞，殺害包括錫屋大輝在內大量的鍊金學院學生並消滅前來阻止打開大門的史帕納雙親，最後因記憶竄改的影響，以「鍊金連合的開發者九堂風雅背叛，試圖開啟暗黑之門，『英雄』格里昂將其阻止，兩人下落不明」在連合內部留下記錄。
第26話結尾時偷襲解除變身的風雅，並奪走其持有的克米卡後脫離，在湊齊構築成暗黑之門的10隻等級10克米後，來到烏洛波羅斯世界進行術式。
第27話變身成假面騎士DREAD，在寶太郎體力到極限後奪走其身上的GOTCHARD驅動器來打開暗黑之門，最後遭到GOTCHARD擊敗時，被從暗黑之門內出現的怪物抓走，落在地上的金色魔方被亞特羅波斯收下。
第41話在亞特羅波斯將金色魔方放入瀕死的傑魯曼的體內後，奪走傑魯曼的身體而復活。
第43話在搶奪鶴原鍵一的AI鍊金技術的研究後，為了實現理想的黃金鄉，開始複數同時鍊成DREAD驅動器，製造DREAD騎兵。
於劇場版《假面騎士GOTCHARD The Future Daybreak》中得知在2044年的另一個未來為“冥黑死亡面具”的首領。
第48話假借請求九堂風雅等人的幫助奪回亞特羅波斯，實則奪取蓋利亞的奇美拉鍊成術為己用，雖然之後奇美拉鍊成術因亞特羅波斯的死亡而失敗，但相對地因蓋利亞被消滅的關係，而得到其身上部分的賢者之石碎片。
第49話殺死抓住冥黑龍的拉克西斯，從冥黑龍身上獲得吉吉斯特的賢者之石，在最終決戰場地使用3個賢者之石碎片鍊成驅動器，變身成假面騎士ELD，並向寶太郎等人展示全身逐漸黃金化的湊。
最終話召喚能讓人黃金化的DREAD騎兵軍團。在完成理想的黃金鄉而沉醉於勝利時，寶太郎突破黃金的外殼並進行反擊，最後被其擊敗並消滅。
- 因格里昂最初設定為與寶太郎形成極端存在，「年輕 VS 老化」與「改變 VS 永恆」之間的強烈對比，而決定讓格里昂作為最終BOSS[67]。

## 冥黑王
冥黑王 吉吉斯特（めいこくおう・ぎぎすと）（置鮎龍太郎聲）（陳彥鈞（台灣配音）／張振熙（香港配音）／张铎（大陸配音））
從暗黑之門中現身的冥黑之王，站在冥黑三姊妹頂點的存在，擁有能釋放強力重力波、強化克洛托、僅用克米就能變化成瑪魯加姆等恐怖的力量。
向寶太郎表示自己為克米「熱情地球」和「諸龍黃昏」的創造者。
在蓋利亞被消滅時，得到其身上部分的賢者之石碎片。
第49話找上史帕納並以獲得力量來引誘其一同行動，被拒絕後開始攻擊史帕納和拉克西斯，並將亂入的克洛托瞬間打入異空間。最後在史帕納完成驅動器並變身後被其消滅。
- 在設計階段時稱呼為「冥黑王C」，為了讓敵方BOSS盡早現身但走進前線會失去尊嚴，所以採用「他是四天王之中～～」的形式[69]。

冥黑王 傑魯曼（めいこくおう・じぇるまん）（天崎滉平聲）（張立昂（台灣配音）／鍾見麟（香港配音）／（大陸配音））
降臨在烏洛波羅斯世界的冥黑之王，擁有能從無機物鍊成魔像的恐怖力量，並進一步強化克洛托，賦予其力量。
認為將所有人類變成瑪魯加姆是人類和克米的正確進化道路，並要求返還克米。
在被寶太郎、凜音和史帕納擊敗而瀕死時被亞特羅波斯植入格里昂的金色魔方，最後身體被格里昂奪走。
冥黑王 蓋利亞（めいこくおう・がえりや）（伊藤彩沙聲）（李昀晴（台灣配音）／吳茵（香港配音）／（大陸配音））
降臨在烏洛波羅斯世界的冥黑之王，也是占星術的使用者，擁有顯示過去影像、僅利用人類就能製造出瑪魯加姆、制定帶有規則的特殊領域的能力。
在利用姬野聖的力量，讓空中的魔法陣與黑色粒子結合後，將大量黑色粒子擴散，使接觸者因鍊金術封印的記憶復甦，並將與克米和瑪魯加姆有關的電子紀錄全數復原。
在抓住亞特羅波斯和凜音後，試圖將亞特羅波斯鍊成奇美拉，但被寶太郎、風雅和格里昂阻止。戰鬥中在給予凜音最後一擊時，因亞特羅波斯挺身保護凜音，攻擊打中亞特羅波斯而將其消滅，最後在凜音獲得新力量後反被其消滅。
烏洛波羅斯（杉田智和聲）

## 克米（CHEMY）
蝗蟲1（CV：福圓美里 ）（ 連婉鈞（台灣配音）／吳茵（香港配音）／真心（大陸配音） ）
蝗蟲型克米。
寶太郎交到的第一位克米朋友，小小的身體卻擁有熾熱心靈的蝗蟲。
於《假面騎士GEATS》最終話以駕馭克米卡的形式先行登場。
第37話被冥黑王 吉吉斯特的力量變成瑪魯加姆，在蝗蟲1瑪魯加姆企圖攻擊附近的男孩時被寶太郎擊敗而變成白色並停止機能，第38話因假面騎士彩虹GOTCHARD的彩虹之力而變回原本的樣子。
於劇場版《假面騎士GOTCHARD The Future Daybreak》中，在獲得所有克米所託付的力量，而回應它們的期望而進化成蝗蟲101。
蒸汽列車（CV：檜山修之 ）（陳彥鈞（台灣配音）／張振熙（香港配音）／云安（大陸配音） ）
蒸汽火車型克米。
肆意噴出蒸汽的火車克米，會無視鐵路的大膽列車。
於劇場版《假面騎士GOTCHARD The Future Daybreak》中，在九堂風雅和枝見鏡花召集鍊金學院的眾人一同進行鍊成後，使用時間領主、九尾和瞬移翼龍三張克米卡的力量鍊成巨型列車。
X巫師（CV：高橋李依）（ 李昀晴（台灣配音）／成樂怡（香港配音）／真心（大陸配音） ）
彩虹龍（CV：岡本信彦）（王辰驊（台灣配音）／葉子楓（香港配音）／邵彤（大陸配音） ）
從寄宿在寶太郎體內的蛋誕生的第101隻克米，不屬於任何屬性和等級的幻之存在。
與X巫師一樣能說人類的語言，所以能與寶太郎溝通。
破曉蝗蟲1（CV：福圓美里）

## 食堂 一之瀨
一之瀨珠美（いちのせ・たまみ）（南野陽子飾）（連婉鈞（台灣配音）／吳茵（香港配音）／杨希（大陸配音））
寶太郎的母親，定食店「一之瀨」的老闆娘。
一邊信任在海外作為冒險家的丈夫，一邊辛苦地將寶太郎養育成人。
第20話時從寶太郎口中得知去參加高中社團的同學聚會而休業。
最終話時向道別的寶太郎表示自己早已知道其為假面騎士的身份，並表示雖然不捨但也希望寶太郎能平安回來。

## 2044年的世界
未來的寶太郎（DAIGO飾）（楊士賢（台灣配音）／梁皓翔（香港配音）／李绍刚（大陸配音） ）
假面騎士GOTCHARD DAYBREAK的變身者亦於劇場版《假面騎士GOTCHARD The Future Daybreak》登場。
第16話在寶太郎陷入危機時突然現身並拯救寶太郎。
為來自被格里昂毀滅世界，失去朋友們的未來的寶太郎，為了改變絕望的未來而回到過去的分歧點。
於劇場版《假面騎士GOTCHARD The Future Daybreak》得知實際上是來自一之瀨寶太郎等人所處的時空分裂出的另一個未來，而在20年間為了守護倖存下來的人們也為了夥伴而獨自孤獨地戰鬥著。
但馬鐵男（たじま・てつお）（小島義雄飾)
榊一香（さかき・いちか）（垂水文音飾）

## 冥黑死亡面具
海爾克雷特（藤林泰也飾）
拉奇涅蕾絲（坂卷有紗飾）
阿爾薩德（熊木陸斗飾）

## 鳳櫻塔
鳳櫻・輝夜・石英（永田聖一朗飾）（王辰驊（台灣配音）／黃榮璋（香港配音）／孔喆（大陸配音））
假面騎士LEGEND的變身者，自稱自己為「輝夜大人（カグヤ様）」，於外傳《假面騎士GOTCHARD VS 假面騎士LEGEND》登場，亦於本篇第33～35話、最終話及劇場版《假面騎士GOTCHARD The Future Daybreak》登場。
第33話在消滅所有的大魔神後登場，變身成假面騎士LEGEND後接連變身成豪華騎士消滅家臣軍團。
第35話在破壞歲月和末日時鐘，參加寶太郎等人舉辦的歡迎派對後，決定與巴特勒兩人一同回到原本的世界。
於劇場版《假面騎士GOTCHARD The Future Daybreak》中為了將來自從另一個“2044年的時空”的未來來到現代的DREAD騎兵襲擊的一事告知一之瀬寶太郎，再度回到了一之瀬寶太郎等人所處的世界。
最終話在戰鬥結束的數個月後，與寶太郎進行通話，詢問其在擊敗格里昂之後的狀況，在結尾以變身後的樣貌藉由“極光幕系統”出現在生真・史托瑪克面前將「空我口嚼獸」給予對方，也與寶太郎一同收下了對方給予的軟糖。
巴特勒（加部亞門 二飾）（張立昂（台灣配音）／葉子楓（香港配音）／粟大伟（大陸配音））
鳳櫻・輝夜・石英的執事，於外傳《假面騎士GOTCHARD VS 假面騎士LEGEND》登場，亦於本編第32~35話登場。
第32話在試圖聯繫輝夜時被HUNDRED襲擊。
第33話向寶太郎等人告知HUNDRED的威脅正逼近這個世界。
第35話在參加完寶太郎等人舉辦的歡迎派對後，決定與輝夜一回到原本的世界。

## HUNDRED
阿爾法（宮澤佑飾）（王辰驊（台灣配音）／陳漢祺（香港配音）／张恩泽（大陸配音） ）
HUNDRED先遣部隊的大隊長。
為了追擊目標而從LEGEND世界來到寶太郎等人的世界，最後被寶太郎跟克洛托擊敗，在消散前留下訊號。
歲月（高木勝也飾）（陳彥鈞（台灣配音）／ 李家傑（香港配音）／敖磊（大陸配音））
假面騎士DARK KIVA（HUNDRED）、假面騎士ARK-ZERO（HUNDRED）、假面騎士ARK-ONE（HUNDRED）、ARK-ONE瑪魯加姆的變身者，HUNDRED四人眾的隊長。
在二次被輝夜擊敗後，被HUNDRED高層奪取生命，變成破壞兵器末日時鐘。
第35話在肉體被吉吉斯特再鍊成後阻止輝夜破壞末日時鐘，戰鬥途中被吉吉斯特鍊成為ARK-ONE瑪魯加姆，最後在身上的克米被奪走後，自身和末日時鐘一同被寶太郎和輝夜聯手破壞。
未明（谷口布實飾）（連婉鈞（台灣配音）／王慧珠（香港配音）／朱理（大陸配音））
假面騎士GLARE（HUNDRED）的變身者，HUNDRED四人眾之一。
在被史帕納和拉克西斯擊敗後逃走，但遇見突然出現的假面騎士ZEIN，最後被其擊敗後消滅。
黃昏（橋渡龍馬 飾）（張立昂（台灣配音）／黃尉斯（香港配音）／夜叉（大陸配音））
假面騎士ETERNAL（HUNDRED）的變身者，HUNDRED四人眾之一。
與歲月一同對抗寶太郎，但在寶太郎從人們的聲援中得到勇氣後被其擊敗並消滅。
弦月（古屋呂敏飾）

## 《假面騎士GAVV》
生真・史托瑪克（知念英和飾）（鍾見麟（香港配音））
續作《假面騎士GAVV》中假面騎士GAVV的變身者，於劇場版《假面騎士GOTCHARD The Future Daybreak》先行登場，在黑鋼史帕納遭遇危機之時出手協助，事後將軟糖交給史帕納。
於最終話再度先行登場收下了輝夜給予的“空我口嚼獸”也將軟糖給予了寶太郎及輝夜後向兩人道別。

## 其他演出人員
- 馬先生[注 52] - 北林テイ（1 - 4、9、13、15、47、50）
- 小島[注 53] - 仙名翔一（1 - 4、13、15、47、50）
- 須藤 - 榎木智一[11]（2）
- 高田 - 鍜治洸太朗[注 49][11]（2）
- 與彎曲滑板遊玩的孩子們 - 溝口凛瞳、田中琉己、富井寧音[11]（2）
- 茸本 - 小笠原覺[80]（3）
- 狩谷守[注 54] - 久獅[80]（3、4、44）
- 旭光一郎 - 町田政則（日语：町田政則） [注 55] [81][30]（5、47）
- 魔像剛力[注 56] - 納谷幸男[注 57][81][82]（5、46）
- 遠藤 - 中西哲也[81]（5）
- 朝日G - 竹內康博[注 49][81]（5）
- 小混混 - 寺本翔悟[注 49]、杉森功明[注 49]（5）
- 鉛崎博人 - 天羽尚吾[23]（6）
- 女性 - 志乃[23]（6）、坂本澪香[82]（46）
- 砂山理玖 - 正垣湊都[83]（7、8）
- 砂山賢二[注 58] - 內藤聖羽[84]（7、8）
- 咖啡廳店員 - 毛利悟巳[83]（7）
- 姫野聖 - 木下彩音（日语：木下彩音） [84][85][注 59]（9、10、44、45）
- 姫野劍[注 60] - 守山龍之介[86]（9、10）
- 矢吹恭一[注 54] - 福地教光[85]（9、10、44、45）
- 神主 - 日野出清（9）
- 時代劇表演的演出者 - いわすとおる、中村彩實（9、10）
- 英文老師 - 凱爾（13）
- 鍊金連合幹部 - 甲斐將馬[注 49]（13、36）、辻本一樹[注 49]（13、28、36、40）、二橋進一[注 49]（13、36）、松本寬也（最終舞台劇）
- 間邊爽 - 山本花帆[2]（14、15、49）
- 間邊讓 - 白石朋也[2]（14、15、49）
- 小塔[注 61] - 乃上貴翔[87][82]（14、23、46、49、50）
- 歷史老師 - 瀨戶寬[3]（18）
- 木乃伊人偶人間體 - 藤田洋平[注 49][15]（19）
- 黑鋼蘭奇[88] - 尾崎右宗[22]（20、21）
- 黑鋼鈴[89] - 大賀埜埜[22]（20、21）
- 心動吸血鬼[注 62] - 山中柔太朗[90]（22、23、劇場版）
- 山下結逢 - 希代彩[90]（22、23）
- 信徒 - 兒玉賴信[90]、花原雅子（22）
- 錫屋大輝 - 山崎光[41][注 63]（25）
- 美園民子 - 根岸季衣[17]（28、29）
- STARSHINE 星野 - 青柳尊哉[注 64][17]（28、29）
- 村長 - 喜多川2tom[注 49][16]（28、29）
- 炒地皮的黑道 - 仁科貴、鬼倉龍大[31]（28、29）
- 修行僧 - 三平×2、三木悠輔（28）
- 九十九静奈 - 松澤可苑[注 65][91]（30、31、49）
- 御厨創 - 松藤史恩[91]（30、31）
- 鈴木 - 鈴木浩文[56][注 66]（30）
- 高橋 - 高橋慎之介[56][注 67]（30）
- 小學時的靜奈 - 湯本柚子（31）
- 犯罪者 - 村岡弘之[58][注 49]（32、49）
- 少女 - 藤田凜[77]（33）、羽田日菜乃[82]（46）
- 記者 - 小池ありさ[78]（34）、伊藤新[82]（46）、宮川智司[82]（46）
- 母親[注 68] - 鈴原早織[92]（37）
- 舞[注 69] - 鷲見友美珍娜（假面騎士GIRLS）[66]（41）
- 比奈[注 70] - 井坂仁美（假面騎士GIRLS）[66]（41）
- 曆[注 71] - 秋田知里（假面騎士GIRLS）[66]（41）
- 運送業者 - 山下優、中山幸一[93]（41）
- 主持人 - CATCHER中澤[93]（41）
- 金剛真美 - 佐伯日菜子[94]（42、43）
- 鶴原鍵一 - 中山義紘[94]（42、43）
- 亞琉美 - 小井圡菫玲[94]（42、43）
- 童年時的鍵一 - 中村朗仁[33]（42、43）
- 典獄長 - 大野洋史[59]（44）
- 同事 - 大石彩未[59]（44）
- 上司 - 鈴木智久[59]（44）
- 草生芙烈達 - 桜葉ハグ（TV朝日VTuber）[95]（45）
- 壞人 - 松本博之、榮男樹（46、50）[82]、吉田壯辰、國枝新（47）[30]
- 鍊金術師 - 松田航輝[30]（46、47）
- 男性 - 吉成浩一[82]（46）
- 客人 - TEEDA、KENJI03（BACK-ON）、KOHSHI、TAKE、IWASAKI、KEIGO、GOT'S（FLOW）、高木洋、福圓美里（50）[10]
- 有栖川里紗 - 坂卷有紗（冥黒默示錄）
- 銅神杜邦 - 濱田龍臣（冥黒默示錄）

## 聲音演出
- 旁白、GOTCHARD驅動器音效、VALVARUSHER音效、VALVARAD驅動器音效、智慧型手機（7 - 10、39、50）、機械螃蟹（7、8、32、39、50）、鍊金王機器人（9、50）、熱情地球（26、27、39、50） - 小西克幸[注 72] [71]
- DREAD驅動器音效[96]、[97]（38、50） - 置鮎龍太郎
- 鍊金驅動器音效[98]、威嚴驅動器音效[99] - 東雲はる
- 艾薩克、電視（11） - 富園力也[100]
- 黃金衝刺（1、2、6、9、10、39、50）、鐮刀螳螂（1、2、23、39、50）、破曉黃金衝刺（17）、黎明三頭犬（19、50）、三頭犬瑪魯加姆（19）、大王鬼（20、21、50） - 一條和矢[注 73][11]
- 彎曲滑板（1 - 4、36、38、39）、華麗舞蹈（1、2）、魔箭半人馬（38） - 小平有希[11]
- 壯烈武士道（3、4、12、39、50）、海盜（3、4、42、50）[80]、藤蔓鍬形蟲（11、50）、登登連帽衣（11、39、50）、捕獲狼蛛（11、12、50）、太陽（GOTCHARD&GEATS聯動劇場版、48、50）[101]、銀獅鷲（38） - 逢坂良太
- 瘋狂戰輪（3、4、16、17、20、21、47、49） 、劇毒蘑菇（3、4、44、46）[80]、邪岐大蛇（16、21、47）、安眠月亮（17、18）、月亮瑪魯加姆（17、18）[102]、馬赫戰輪（21）、暴怒直升機（21、47） - 坂泰斗
- 驚喜魔人（3）、螞蟻騎兵（4、5、38、39、41、46）、佐助丸（4）、豬籠草少爺（GOTCHARD&GEATS聯動劇場版、39）[103]、咬食迅猛龍（39）[45] - 高岡香
- 猩猩老師（5、6）、明星鷹（6、42） - 藤原聖侑[81]
- 奇妙蝴蝶（5）、子彈蹦蹦（5）、燃燒辣椒（6） - 奥野香耶[81][23]
- 摔角手G - 乃村健次[81]（5、41、46）
- 尖針仙人掌（7、8、12、18）、猛推蛇（11）、賞金兔（11） - 阿澄佳奈[104][83]
- 快樂四葉草（8、9、15、50）、小叢林（9、10、16、41、50）[84]、烈燄薔薇（10、16、50）[85]、獨角獸（GOTCHARD&GEATS聯動劇場版、16、48、50）[101][50]、複製獨角獸（24、26） - 伊藤彩沙
- 闇黑蝙蝠（9）、雷電池（10、41）、遠行消防車（10） - 葉山翔太[85]
- UFO-X - 保志總一朗[105]（10 - 15）
- 看看鏡子（11、16）、引導天使（20、21、47）、交錯蝗蟲（27 - 29）、關懷妖精（28、29）[31] 、蝗蟲1瑪魯加姆（37）[92] - 福圓美里
- 複製蒸汽列車（12）、十列車（25 - 29） - 檜山修之
- X暴龍 - 三宅健太（14、15）
- 蟲王花 - 坂卷有纱[106]（15）
- 時間領主（18[注 74]、36）[3]、惡魔奇蝦（32）、假面騎士ZEIN（33）[77] - 大川透
- 天使瑪魯加姆 （20、21）、毅力挖土機（21）- 勝杏里
- 三重角龍（22、23）、劍齒虎瑪魯加姆[90]（22）、劍齒獅虎（22、23） - 嶋村侑
- 消除擦（24）、瞬移翼龍（24、25）、翼龍瑪魯加姆[注 75]（24、25） - 土田玲央[107]
- 龍瑪魯加姆、諸龍黃昏 - 淺沼晉太郎[108][61]（26）
- 宏偉土星（28、29）、九尾（29） - 青柳尊哉[31]
- 舌舔傘魂（28、29）、大妖怪（29） - 田口清隆[31]
- 烈焰火星 - 加部亞門[注 76]（28、29、超戰鬥DVD）
- 水星 - 松本麗世[109]（29）
- 木星 - 藤林泰也[109]（29）
- 閃亮金星 - 安倍乙[109]（29）
- 暴雪猛獁象（30、31）、猛獁象瑪魯加姆（30、31）、空蕩菊石（30、35） - 山下誠一郎[56]
- 漆黑克拉肯（30、31）、克拉肯瑪魯加姆（31） - 代永翼[110]
- 生存殭屍 - 熊木陸斗[111]（30、35）
- HUNDRED高層 - 中野泰佑、五十嵐麗、小谷津央典[73]（34、35）
- 情緒流星 - 小谷津央典[73]（35）
- ？？？[注 77] - 岡本信彥[92][7]（37、38）
- 霸王奧丁（38）、老爺腔棘魚（39）[45] - 辻親八
- 臂甲芬里爾 - 宮原華音[7]（38）
- 烏龜咚 - 川田琥太郎[33]（42、43）
- 地獄不死鳥 - 高橋李依（超戰鬥DVD）
- GEATS克米 - 白上吹雪[112]（GOTCHARD&GEATS聯動劇場版）
- 甲蟲X - KENN（GOTCHARD&GEATS聯動劇場版）
- 超越戰機 - 天崎滉平（GOTCHARD&GEATS聯動劇場版、40）
- 陸地獅王 - 宮本充（GOTCHARD&GEATS聯動劇場版）
- 十要塞 - 杉田智和（GOTCHARD&GEATS聯動劇場版）
- 虛空世界樹 - 甲斐田裕子（GOTCHARD&GEATS聯動劇場版）